# Ana de Mendoza y de la Cerda
Ana de Mendoza y de la Cerda, hiszp. Doña Ana de Mendoza y de la Cerda (ur. 29 czerwca 1540 w Cifuentes, zm. 2 lutego 1592 w Pastranie) – hiszpańska arystokratka. Niektóre legendy o de Mendoza jako księżnej pojawiają się w dramacie Friedricha Schillera Don Carlos i operze Giuseppego Verdiego pod tym samym tytułem, Don Carlos.

## Życiorys
Córka peruwiańskiego wicekróla młodo straciła wzrok w prawym oku, ćwicząc sztukę szermierki.
De Mendoza była hrabiną Melito i księżną Pastrana. Poślubiła Ruy Gómeza de Silvę, pierwszego księcia Eboli, gdy miała 13 lat (w 1553), z polecenia regenta Hiszpanii, przyszłego króla Filipa II Habsburga. Jej mąż był głównym radnym i ulubieńcem Filipa, a od 1559 księciem Eboli. Jej przyjaciółką była królowa, Elżbieta Walezjuszka.

### Późniejsza intryga
Po śmierci męża w 1573 spędziła trzy lata w klasztorze. Do życia publicznego wróciła w 1576 tworząc sojusz na dworze z podsekretarzem stanu króla, Antonio Pérezem. W 1579 oboje zostali oskarżeni o zdradę tajemnic państwowych, które doprowadziły do aresztowania Any de Mendoza.
Księżna zmarła 13 lat później, 2 lutego 1592 w więzieniu.

## Następcy
Ana, księżniczka Eboli, miała dziesięcioro dzieci:
- Diego (ok. 1558–1563);
- Ana de Silva y Mendoza (1560–1610) wyszła za mąż w 1572 za Alonsa Perez de Guzman el Bueno;
- Rodrigo de Silva y Mendoza (1562–1596), drugi książę Pastrana;
- Pedro de Silva y Mendoza (ok. 1563);
- Diego de Silva y Mendoza (1564–1630), pierwszy markiz Alenquer;
- Ruy de Silva y Mendoza (1565–), pierwszy markiz La Eliseda;
- Fernando de Silva y Mendoza, później Pedro González de Mendoza (1570–1639);
- Maria de Mendoza y Maria de Silva (ok. 1570);
- Ana de Silva y Mendoza (1573–1614).